# Electra (geslacht)
Electra is een geslacht van mosdiertjes uit de familie van de Electridae. De wetenschappelijke naam van het geslacht is voor het eerst geldig gepubliceerd door Lamouroux in 1816.

## Soorten
De volgende soorten zijn bij het geslacht ingedeeld:
- Electra asiatica Grischenko, Dick & Mawatari, 2007
- Electra axialata Liu, 1999
- Electra elongata Gautier, 1962
- Electra flagellum (MacGillivray, 1882)
- Electra gracilis Liu, 1999
- Electra hastingsae Marcus, 1938
- Electra inarmata Liu & Ristedt, 2000?
- Electra indica Menon & Nair, 1975
- Electra inermis Liu & Ristedt, 2000?
- Electra longispina (Calvet, 1904)
- Electra monilophora Liu, 1999
- Electra monostachys (Busk, 1854)
- Electra multispinata (Hincks, 1882)
- Electra oligopora Gordon, 2009
- Electra omanensis Nikulina, Ostrovsky & Claereboudt, 2012
- Electra pilosa (Linnaeus, 1767) = Harig mosdiertje
- Electra posidoniae Gautier, 1954
- Electra pseudopilosa Liu & Wass, 2000?
- Electra repiachowi Ostroumoff, 1886
- Electra robusta Canu & Bassler, 1928
- Electra scuticifera Nikulina, 2008
- Electra verticillata (Ellis & Solander, 1786)
- Electra zhoushanica Wang, 1988

- Electra distorta (Hincks, 1880) (taxon inquirendum)
- Electra lamellosa (d'Orbigny, 1851) (taxon inquirendum)
- Electra triacantha (Lamouroux, 1816) (taxon inquirendum)

Niet geaccepteerde soort:
- Electra angulata Levinsen, 1909 → Arbopercula angulata (Levinsen, 1909)
- Electra anomala Osburn, 1950 → Arbopercula bengalensis (Stoliczka, 1869)
- Electra arctica Borg → Einhornia arctica (Borg, 1931)
- Electra bellula (Hincks, 1881) → Arbocuspis bellula (Hincks, 1881)
- Electra bengalensis (Stoliczka, 1869) → Arbopercula bengalensis (Stoliczka, 1869)
- Electra biscuta Osburn, 1950 → Osburnea biscuta (Osburn, 1950)
- Electra crustulenta (Pallas, 1766) → Einhornia crustulenta (Pallas, 1766)
- Electra cylindracea Busk, 1884 → Chaperiopsis cylindracea (Busk, 1884)
- Electra devinensis (Robertson, 1921) →  Arbopercula devinensis (Robertson, 1921)
- Electra eriophora (Lamouroux, 1816) → Conopeum eriophorum (Lamouroux, 1816)
- Electra korobokkura Nikulina, 2006 → Einhornia korobokkura (Nikulina, 2006)
- Electra laciniosa Shier, 1964 → Conopeum tenuissimum (Canu, 1908)
- Electra moskvikvendi Nikulina, 2008 → Einhornia moskvikvendi (Nikulina, 2008)
- Electra pontica Gryncharova, 1980 →  Tendra pontica (Gryncharova, 1980)
- Electra tenella (Hincks, 1880) → Arbopercula tenella (Hincks, 1880)
- Electra tenuispinosa Liu & Ristedt, 2000? → Conopeum loki Almeida, Souza & Vieira, 2017
- Electra verticillata Lamouroux → Electra verticillata (Ellis & Solander, 1786)
- Electra xiamenensis Liu, 1999 → Crassimarginatella xiamenensis (Liu, 1999)